# 비탈리 펜
비탈리 바실리예비치 펜(러시아어: Виталий Васильевич Фен, 1947년10월 18일~2024년 6월 18일)은 1995년부터 2013년까지 대한민국에 주둔했던 우즈베키스탄의 외교관이다.

## 경력
펜은 소련이 해체된 직후인 1992년부터 대한민국과 우즈베키스탄의 관계에서 역할을 하기 시작했는데, 그 때 그는 궁극적으로 대한민국의 대통령과 우즈베키스탄의 대통령 사이에 12개의 회의 중 첫 번째 회의를 조직할 것이으로 예상되었다. 그는 1995년 주한 우즈베키스탄 대사관의 임시대리대사로 부임하기 위해 대한민국에 처음 왔고, 1999년 대사로 승진했다. 2007년까지, 엘살바도르 대사 알프레도 웅고의 출발로, 펜은 대한민국의 외교단장이 되었다. 그는 2013년 8월 외교단장직을 브루나이의 하룬 이스마일에게 맡기고 대한민국을 떠났다.

## 사생활
펜은 한국계이고, 그의 조부모는 소련으로 이주한 절강 편씨 가문 출신의 고려인이었고 1937년 우즈베크 소비에트 사회주의 공화국으로 추방되기 전에 블라디보스토크에 정착했으며, 그곳에서 펜 자신은 수도 타슈켄트에서 태어났다. 그의 성씨인 펜은 한국 성씨인 편의 러시아어 표기이다. 그는 류드밀라와 결혼했는데, 류드밀라는 역시 고려인이다. 그는 1988년에 한국어를 공부하기 시작했고, 1989년에 세계한인축제에 참석하기 위해 처음으로 한국을 방문했다.